# Apodospora thescelina
Apodospora thescelina är en svampart som beskrevs av Cain & Mirza 1970. Apodospora thescelina ingår i släktet Apodospora och familjen Lasiosphaeriaceae.   Inga underarter finns listade i Catalogue of Life.